# Davor Škerjanc
Davor Škerjanc, slovenski nogometaš, * 7. januar 1986, Postojna.
Škerjanc je nekdanji profesionalni nogometaš, ki je igral na položaju vezista. V svoji karieri je igral za slovenske klube Tabor Sežano, Primorje, Bilje, Olimpijo, Krko in Koper, grški Ethnikos Gazoros, srbski Voždovac ter italijansko Triestino. Skupno je v prvi slovenski ligi odigral 233 tekem in dosegel 27 golov. Bil je tudi član slovenske reprezentance do 15, 20 in 21 let.